# Colonia Anita
Colonia Anita é uma comuna da província de Córdoba, na Argentina.